# Harry Datyner
Harry Datyner est un pianiste suisse né le 4 février 1923 à La Chaux-de-Fonds et mort le 23 mars 1992 à Fribourg.

## Biographie
Élève de Marguerite Long et du pianiste suisse Edwin Fischer, il remporte, en 1944, le premier prix à l'unanimité du Concours international d'exécution musicale de Genève.